# Centre FamilySearch
 (mars 2021).
Les Centres FamilySearch (CFS) sont des annexes de la Bibliothèque FamilySearch de l’Église de Jésus-Christ des saints des derniers jours à Salt Lake City. Les plus de 4 900 centres dans 88 pays constituent des ressources pour l'étude de l'histoire de la famille  utilisé par des milliers d’utilisateurs chaque semaine.
Les Centres FamilySearch varient en taille, en horaires et personnel disponibles.

## Histoire
Le premier Centre d'histoire de la famille, alors nommé branche de la bibliothèque généalogique, a été organisée à la Bibliothèque Harold B. Lee, sur le campus de l’Université Brigham Young, en mai 1964.
L’organisation des Centres d'histoire de la famille de Mesa en Arizona, Logan en Utah, Cardston en Alberta et Oakland en Californie, a été annoncée lors de la Conférence Générale d’octobre 1963.
Les Centres d'histoire de la famille ont été placés sous la direction générale de Archibald F. Bennett (en). 
En décembre 1964, il y avait 29 Centres d’histoire de la famille et en 1968, 75.
En 1987, ces institutions ont été renommées "Centres d'histoire familiale".
En avril 2019, il y a 4 978 Centres d'histoire familiale dans le monde.
En 2022, les Centres d'histoire familiale changent de nom et deviennent des Centres FamilySearch.